# Battle
Battle (pronunciat /ˈbætəl) és un municipi del Regne Unit, situat al comtat de East Sussex. El poble va sorgir arran de la construcció d'un monestir al segle xi, Battle Abbey. Els municipis propers són: Hastings, al sud-est, i Bexhill-On-Sea, al sud.

## Història
L'any 1070 Guillem el Conqueridor va fer construir un monestir per la salvació de les ànimes dels caiguts en combat durant la conquesta d'Anglaterra. El lloc escollit va ser l'indret on deien que havia mort el rei Harold II i el monestir es va anomenar Battle Abbey («abadia de la batalla»). Els fusters, pedrers i altres treballadors que van participar en la construcció d'aquest monestir van fer les primeres cases del que seria amb el temps el poble anomenat Battle.
Acabada la construcció, els habitants de Battle es van dedicar a la producció de pólvora. El 1538 el monestir es va desconsagrar i l'església, que no estava en bon estat de conservació, es va enderrocar. Una part dels edificis monàstics es van vendre com a escola amb internat per a noies i encara es fa servir amb aquesta funció.

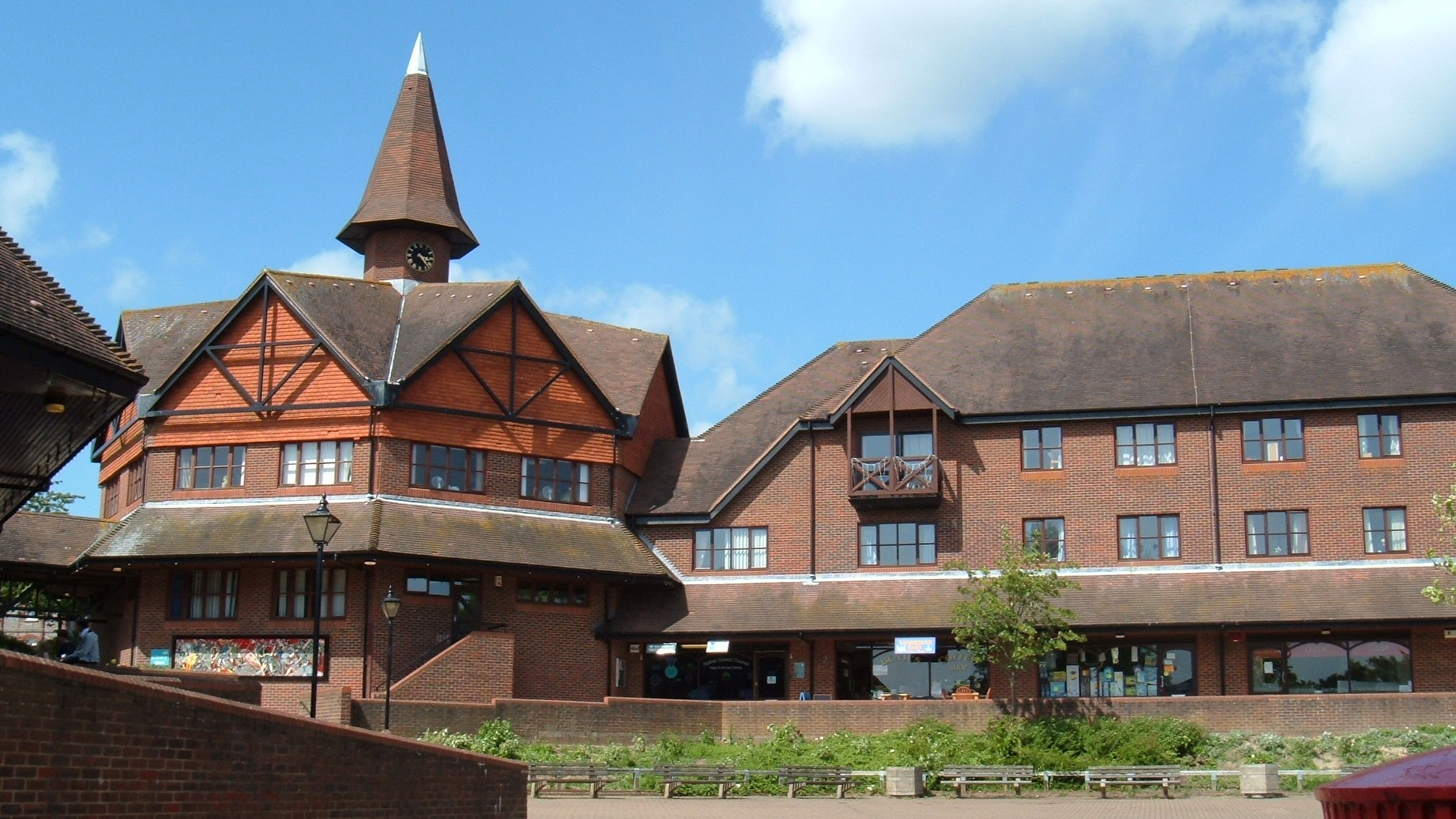
Un centre comercial de Battle, construït respectant l'arquitectura tradicional de la regió.

A mitjan segle xviii, s'hi van establir a Battle cinc rellotgers.
Al municipi hi ha la tradició de fer fogueres la nit del 5 de novembre, en memòria dels màrtirs protestants que van morir durant el regnat de Maria Tudor. Es creu que l'edifici de la societat de foguers (Sussex Bonfire Society) és el més antic de Battle.
A Battle, aprofitant l'antic celler del monestir, es van construir uns refugis subterranis durant la primera guerra mundial que encara es conserven però estan tancats al públic per seguretat.

## Fabricació de pólvora
La primera fàbrica de producció de pólvora de Battle es va muntar el 1676 quan John Hammond va obtenir el permís en uns terrenys que anteriorment havien estat propietat de l'abadia. Després es va muntar un taller en un carrer que encara porta el nom del que hi va haver Powdermill Lane, encara que el taller ja no existeix sinó que es va transformar en un hotel. El 1722 Daniel Defoe va descriure aquest poble com un lloc "destacat per poca cosa si no fos per produir la pólvora de millor qualitat de potser tot Europa". El duc de Cleveland, propietari dels terrenys de l'antiga abadia, es va negar l'any 1847 a renovar la llicència per fer pólvora. Va prendre aquesta decisió perquè darrerament havien ocorregut alguns accidents, en un d'aquests el 1798 més de 15 tones de pólvora es van deixar massa temps al forn i va explotar.

## Geografia
Dins el territori municipal de Battle hi ha un turó anomenat Telham Hill, on es diu que Guillem el Conqueridor va pujar per albirar l'arribada de l'exèrcit anglès, que estava al voltant d'un altre turó, el Senlac Hill, preparat el 14 d'octubre del 1066 per la batalla que vindria. Tota la zona pertany a una antiga àrea boscosa anomenada Weald, que actualment està ocupada principalment per prats i terres de conreu. D'aquests boscos s'extreia fusta per la construcció de vaixells i altres usos.
Hi ha tres llocs d'especial interès des del punt de vista científic:
- Blackhorse Quarry, d'interès paleontològic, on s'han trobat molts fòssils, alguns d'iguanodont.[6]
- Hemingfold Meadow, d'interès per la biologia, per ser uns prats on creix un tipus d'herba força rar.[7]
- Darwell Wood, un bosc on creixen arbres del gènere carpí i roures.[8]

## Administració
El municipi està dividit en tres barris o districtes: 
- El centre ciutat
- Telham, i Crowhurst
- Netherfield, i Darwell

L'ajuntament de Battle consta de 17 regidors, que es reuneixen el tercer dimarts de cada mes. Battle pertany administrativament al comtat East Sussex, al qual aporta tres consellers, un per cada districte.

## Agermanaments
Battle té relacions d'agermanament amb:
- Saint-Valery-sur-Somme (França)[9]